# Hi! PARIS
Hi! PARIS é uma organização sediada em Paris que promove educação, pesquisa e inovação nas áreas de inteligência artificial (IA) e análise de dados. O trabalho de Hi! PARIS abrange pesquisa em segurança técnica de IA e ética em IA, defesa e suporte para aumentar o campo de pesquisa de segurança de IA.
Foi criado em 2020 pela HEC Paris e pelo Institut Polytechnique de Paris. Em julho de 2021, a Inria tornou-se sócia.

## Pesquisar
O centro está focado principalmente em dois tópicos: IA & Data para negócios e IA & Data para a sociedade. Empresas como a Schneider Electric apoiam as atividades de pesquisa.

## Atividades
Além das atividades de pesquisa, o centro também organiza uma escola de verão e um hackathon.

### De tradução
- Este artigo foi inicialmente traduzido, total ou parcialmente, do artigo da Wikipédia em inglês cujo título é «Hi! PARIS».Referências

1. ↑  Hi ! PARIS : Faire rayonner la recherche française en IA
2. ↑  HEC Paris lance Hi! Paris avec l’Institut Polytechnique de Paris
3. ↑  Hi!Paris, L’Institut Polytechnique De Paris Et HEC Paris Affichent Leur Ambition Dans L’IA
4. ↑  Hi! PARIS
5. ↑  HEC et Polytechnique lancent le centre pluridisciplinaire Hi! Paris pour devenir champions de la recherche en IA
6. ↑  UN CENTRE INTERDISCIPLINAIRE CONSACRÉ À L’IA ET À LA SCIENCE DES DONNÉES, AU SERVICE DE LA SCIENCE, DE L’ÉCONOMIE ET DE LA SOCIÉTÉ
7. ↑  Hi! PARIS - Centre interdisciplinaire sur l'intelligence artificielle et l'analyse de données
8. ↑  SCHNEIDER ELECTRIC S’ENGAGE AUPRÈS DE HI! PARIS, CENTRE DE RECHERCHE DÉDIÉ À L'INTELLIGENCE ARTIFICIELLE ET LA SCIENCE DES DONNÉES
9. ↑  Hi! Paris : un centre de recherche et d’enseignement en IA et sciences des données